# Jądro atomowe

Atom helu (zacieniowany obszar) i jego jądro (powiększenie), czerwone – protony, błękitne – neutrony.

Jądro atomowe – centralna część atomu składająca się z protonów i neutronów, powiązanych siłami jądrowymi, stanowiąca niewielką część objętości całego atomu, skupiona jest w nim prawie cała masa.
Jądro atomowe jest charakteryzowane przez jego liczbę atomową i liczbę masową.
Liczba atomowa wynika z liczby protonów w jądrze, określa ładunek elektryczny jądra, który jest głównym czynnikiem określającym strukturę poziomów energetycznych elektronów w atomie.
Liczba masowa jest równa sumie liczby protonów i neutronów w jądrze i decyduje o masie danego atomu.
Badaniem jąder atomowych zajmuje się dział fizyki zwany fizyką jądrową.

## Odkrycie
Istnienie jądra atomowego zostało zaproponowane przez Ernesta Rutherforda w 1911 roku jako uzasadnienie głównie do rozpraszania wstecznego cząstek alfa w eksperymencie przeprowadzonym w 1909 r. W doświadczeniu bombardowano folię złota, później innych pierwiastków cząstkami alfa. Badając rozkład kątowy promieniowania rozproszonego na folii, doszedł do wniosku, że w atomie w niewielkiej objętości jest masa znacznie większa niż masa cząstki alfa, nazwanej później jądrem atomowym. Rutherford zauważył, że centralny ładunek, równy 100 ładunkom elektronów, jest w przybliżeniu równy połowie masy 49 cząstek alfa, sugeruje że atomy składają się z połówek cząstek alfa. Z dużej energii emitowanych przez atomy cząstek alfa wnioskuje, że jądro ma ładunek dodatni. Miesiąc po ukazaniu się artykułu Rutherforda, w „Nature” został opublikowany list Antoniusa van den Broka, w którym wskazał, że ładunek jądra atomowego jest tożsamy z liczbą ładunków w jądrze atomowym i jest równoważny liczbie atomowej. Obliczył, że od wodoru do uranu jest 120 pierwiastków. W kolejnej pracy stwierdził, że w ciągu atomów ułożonych w kolejności ich mas atomowych, każdemu atomowi odpowiada kolejny ładunek jądra, który decyduje o właściwościach atomu. Koncepcje te, doprecyzowujące model atomu Rutherforda, zostały uznane przez naukowców. W efekcie zaproponowano liczne modele jądra atomowego, w których jądro atomowe składało się z protonów i elektronów. Modele te funkcjonowały aż do odkrycia w 1932 roku neutronu i zaproponowania modelu protonowo-neutronowego przez Dmytra Iwanenkę i Wernera Heisenberga.

## Fizyka jądra atomowego

### Oznaczanie
Jądra atomowe oznacza się takim samym symbolem, jak pierwiastek chemiczny odpowiadający temu jądru, dodatkowo przed symbolem w indeksie górnym podaje się liczbę masową (A), a w indeksie dolnym można podać liczbę atomową (Z). Przykładowo jądro atomowe o 11 protonach i 13 neutronach, jest jądrem nietrwałego izotopu sodu-24 i oznacza się je symbolem 24Na lub 2411Na.

### Jądro atomowe a atom
Własności jądra, w jego stanie podstawowym, są determinowane poprzez liczbę znajdujących się w nim nukleonów. Liczba protonów, określa ładunek elektryczny jądra. Wielkość tego ładunku wyznacza możliwe konfiguracje elektronów otaczających jądro, z możliwych konfiguracji elektronów wynikają możliwości łączenia się atomów z sobą, a tym samym ich własności chemiczne, co decyduje o tym jakiego pierwiastka chemicznego jest ten atom, określając tym samym liczbę atomową. Atomy o jądrach o tej samej liczbie protonów, ale różnej neutronów nazywa się izotopami. Liczba neutronów ma pewien wpływ na przebieg reakcji chemicznych poprzez tzw. efekt izotopowy.
W reakcjach jądrowych ważna jest nie tylko liczba protonów, ale również liczba neutronów.

### Siły jądrowe
Między dodatnio naładowanymi protonami występuje odpychanie elektryczne, którego efekty są równoważone przez oddziaływanie silne między nukleonami. Oddziaływania silne działają jednak tylko na bardzo krótkich dystansach, zbliżonych do rozmiarów samych jąder. Przy większych odległościach przeważają siły odpychania elektrycznego.

## Modele budowy jądra
Jądra atomowe bada się, analizując samorzutne i wymuszone rozpady jąder, a także badając rozpraszanie cząstek na jądrach (promieniowanie gamma, elektrony, neutrony, protony itp.). Stwierdzono, że większość jąder ma kształt zbliżony do kuli, a niektóre są owalne. Gęstość wewnątrz jąder jest jednakowa i szybko spada do zera w pewnej odległości od środka, którą określa się jako promień jądra.
Jądra mają rozmiary rzędu 10−14 – 10−15 m, co stanowi około jedną stutysięczną rozmiaru atomu. Jednak to w jądrze skupione jest ponad 99,9% masy atomu.
Zakładając jednakową gęstość jąder atomowych, tak jak określa to model kroplowy jądra atomowego, rozmiar jądra zależny od jego liczby masowej z wyjątkiem kilku najlżejszych jąder określa zależność:
{\displaystyle R=(1{,}2\times \mathrm {10^{-15}m)A^{1/3}} ,}
gdzie:
{\displaystyle \mathrm {A} } – liczba masowa,
{\displaystyle R} – promień jądra,
{\displaystyle \mathrm {m} } – metr.

### Model kroplowy
Jednym z pierwszych modeli budowy jądra był model kroplowy. Zakłada on, że nukleony w jądrze zachowują się jak cząsteczki w kropli cieczy i w związku z tym własności jądra jako całości powinny być podobne do własności kropli cieczy. Mikroskopowe oddziaływania, oddziaływanie silne jądrowe oraz siły elektrostatyczne są w tym modelu przedstawiane przez analogię do sił lepkości i napięcia powierzchniowego. Najważniejszym założeniem modelu jest to, że jądra są kuliste. Przez analogię do energii kropli cieczy, w tym modelu energię wiązania jąder atomowych oblicza się z uwzględnieniem poprawki na wysycanie się sił jądrowych wraz z sześcianem odległości.
Otrzymane w ten sposób wzory przewidują stałą energię wiązania na jeden nukleon dla jąder lekkich i mniejszą dla jąder o dużej masie. Prowadzi to do wniosku, że w dużych jądrach może następować rozdzielenie się na dwa fragmenty, co wyjaśnia zjawiska rozszczepienia jąder atomowych ciężkich pierwiastków. Model ten jest bardzo przybliżony i nie wyjaśnia wszystkich własności jąder.

### Model powłokowy
Powłokowy model jądra atomowego powstał na zasadzie analogii do powłokowego modelu atomu i zgodnie z obserwacjami poziomów wzbudzenia jąder atomowych zakłada że, nukleony nie mogą wewnątrz jądra przyjmować dowolnych stanów energetycznych, lecz tylko te zgodne z energiami kolejnych powłok. Każdą powłokę może zajmować określona liczba nukleonów. Kiedy zostanie ona wypełniona, energia wiązania dla pierwszego nukleonu na kolejnej powłoce jest wyraźnie mniejsza. Model zakłada, że nukleony poruszają się w jądrze prawie niezależnie, a oddziaływanie nukleonu z pozostałymi nukleonami można zastąpić oddziaływaniem tego nukleonu ze średnim polem działającym na niego. W modelu określa się rozkład pola w jądrze, tak by poziomy wzbudzeń jądra odpowiadały danym doświadczalnym.
Model wyjaśnia odstępstwa energii wiązania jąder od energii określonej w modelu kroplowym. Wyjaśnia też istnienie „liczb magicznych”: 2, 8, 20, 28, 50, 82, 126 dla których jądra atomowe są najstabilniejsze. Jeżeli jądro ma jeden nukleon mniej lub więcej, to energia wiązań jest w nim wyraźnie mniejsza.
Cechą modelu powłokowego jądra jest istnienie oddzielnych powłok dla neutronów i protonów. Jeżeli jednocześnie zarówno liczba neutronów, jak i liczba protonów jest równa liczbie magicznej, to jądro jest “podwójnie magiczne” (np. hel) i cechuje je wyjątkowa trwałość. Wartości liczby magicznych są pewne tylko do 82. Istnieją hipotezy, według których liczby 126 i 184 są magiczne dla neutronów, a 114 dla protonów.
Jednym z postulatów wynikających z powłokowego modelu jądra atomowego jest istnienie wyspy stabilności. Fizycy jądrowi wysunęli hipotezę, że jądra o liczbach atomowych powyżej 184 mogą mieć znacznie większe okresy półrozpadu od większości transuranowców. Badania nad syntezą jąder o liczbie atomowej 116 wskazują na zwiększającą się ich trwałość.
Model powłokowy odnosi się również do zjawiska magnetycznego rezonansu jądrowego. Zauważono zależność poziomów energetycznych jąder o spinie połówkowym od natężenia zewnętrznego pola magnetycznego.

### Modele kolektywne
Modele te zakładają, że nie wszystkie zjawiska jądrowe da się wytłumaczyć jako oddziaływanie nukleonów. Według tych modeli nukleony, łącząc się w grupy, tworzą nowe cząstki wewnątrz jądra. Jednym z tego rodzaju modeli jest koncepcja bozonów (ang. interacting boson model, IBM). Opiera się ona na analogii do zjawisk kwantowych występujących w nadprzewodnikach. Cząstki elementarne łączą się w pary, uzyskując nowe własności. Neutrony mają łączyć się z protonami i oddziaływać jako jeden bozon z całkowitym spinem 0, 2 lub 4. Istnieją dwa warianty tego modelu, czyli IBM-I i IBM-II.

## Jądra trwałe i nietrwałe
Tylko niektóre jądra atomowe są trwałe. Decydują o tym oddziaływania między tworzącymi je nukleonami. Dla wszystkich jąder atomowych o liczbie atomowej od 1 (wodór) aż do 83 (bizmut); 80 z nich ma trwałe lub bardzo długożyciowe izotopy (wyjątki to technet i promet). Cięższe pierwiastki nie mają trwałych izotopów, jednak mają izotopy o czasie połowicznego rozpadu tak dużym, że można znaleźć je w naturze. Najcięższym z tych pierwiastków jest pluton o liczbie atomowej 94. Cięższe pierwiastki nie występują na Ziemi, jednak można je sztucznie wytworzyć w akceleratorach cząstek. Najcięższym obecnie uzyskanym pierwiastkiem jest oganeson o liczbie atomowej 118, który może być gazem szlachetnym; został otrzymany w Zjednoczonym Instytucie Badań Jądrowych w Dubnej w 2006 r.
Trwałość jądra można przewidzieć na podstawie energii wiązania, którą da się wyznaczyć doświadczalnie, porównując masę jądra z masą składników hipotetycznego rozpadu (niedoboru masy).
Porównując masę jądra z masą hipotetycznych produktów rozpadu, można określić energię, która wydzieliłaby się podczas oderwania od jądra określonej cząstki (protonu, neutronu, elektronu, pozytonu, cząstki alfa). Jeśli energia wyrwania cząsteczki jest większa od zera, to taka reakcja zazwyczaj zachodzi. Jeśli energia jest mniejsza od zera to reakcja nie zachodzi, a jądro jest trwałe. Zakładając kształt bariery potencjału (przewidziany na podstawie czasu rozpadu znanych atomów), można oszacować czas rozpadu.
Dla średnich i ciężkich jąder energia wiązania jest wprost proporcjonalna do liczby nukleonów.
Wzrost liczby nukleonów o jeden powoduje zwykle podniesienie energii o 7–8 MeV. Prawo to jest zachowane dla jąder w zakresie liczb masowych od 30 do 70. Potem następuje wyraźne odejście od tej zależności. Energie wiązania cięższych jąder są w efekcie mniejsze niżby to wynikało z liczby nukleonów.
Jądra z parzystą liczbą neutronów i protonów (parzysto-parzyste) cechują się największą trwałością i można je odnaleźć na Ziemi w znacznych ilościach. Jądra z nieparzystą liczbą protonów lub neutronów (parzysto-nieparzyste) są już dużo mniej trwałe. Nieparzysta liczba protonów i neutronów powoduje nietrwałość jąder, choć od tej reguły są wyjątki (np.: jądro wodoru). Zjawisko to wyjaśnia model powłokowy jądra atomowego.

### Przemiany jądrowe
Zarówno występujące w naturze, jak i sztuczne jądra atomowe podlegają przemianom zwanym reakcjami lub przemianami jądrowymi. Przemiany jądrowe mogą być samorzutne (jądra nietrwałe ulegają rozpadowi) albo są inicjowane przez dostarczenie energii do jądra. Jądro posiadające wyższą energię niż podstawowe jądro nazywa się jądrem wzbudzonym. Oznacza to, że zmiana jądra może być zainicjowana w dwóch następujących przypadkach:
- pochłonięcia cząstki elementarnej,
- pobudzenie do wyższego stanu kwantowego przez cząstki niosące energię.

Reakcje takie mogą mieć miejsce pomiędzy jądrem a neutronami, neutrinami czy innymi jądrami atomowymi. Przemiany jądrowe nie podlegają wszystkim zasadom zachowania. Ze względu na dużą ilość energii przypadającej na jednostkę masy w przemianach jądrowych nie jest zachowana masa (tak jak w mechanice klasycznej) zachowana jest jednak suma energii i materii, co jest zgodne z równaniem Einsteina:
{\displaystyle E=mc^{2},}
gdzie:
{\displaystyle E} – energia,
{\displaystyle m} – masa,
{\displaystyle c} – prędkość światła w próżni.
Energia wydziela się w postaci promieniowania elektromagnetycznego (gamma) oraz emisji cząstek (jąder helu, elektronów, protonów, neutronów i neutrin) często o dużych energiach. Proces rozpadu wielu jąder atomowych prowadzi do powstania promieniowania jonizującego o dużym natężeniu.
Przemiany jądrowe zapisuje się przez analogię do reakcji chemicznych np.
{\displaystyle _{11}^{24}{\hbox{Na}}\;\to \;_{12}^{24}{\hbox{Mg}}+e^{-}+{\overline {\nu }}_{e}.}
Jądro atomu sodu o liczbie masowej 24 i liczbie atomowej 11 {\displaystyle (_{11}^{24}{\hbox{Na}})} przechodzi w jądro atomu magnezu o liczbie masowej 24 i liczbie atomowej 12 {\displaystyle (_{12}^{24}{\hbox{Mg}}),} przy czym zachodzi emisja elektronu {\displaystyle (e^{-})} oraz antyneutrina elektronowego {\displaystyle ({\overline {\nu }}_{e}).}

## Efekty kwantowe
Jądra atomowe można w wielkim uproszczeniu traktować jako wirujące ciała naładowane elektrycznie. W kategoriach mechaniki kwantowej „wirowanie” to określa się terminem spinu i opisuje przy pomocy rachunku tensorowego.
Jądra o parzystej liczbie atomowej mają w stanie podstawowym spin całkowity, a o nieparzystej połówkowy. Spin jąder o parzystej liczbie protonów i neutronów w stanie podstawowym jest równy zero. Jądra w stanie wzbudzonym mogą mieć spin większy od stanu podstawowego.
Opis pola magnetycznego jądra nie jest pełny, jeżeli nie uwzględni się jego własności kwantowych. W takiej sytuacji pole magnetyczne jądra staje się superpozycją wielu pól odpowiadającym poszczególnym stanom kwantowym. Duże znaczenie mają tu liczby neutronów i liczby protonów w jądrze. Jeżeli są one nieparzyste, to spin jądra staje się połówkowy.
Zgodnie z klasycznymi prawami Maxwella obiekt tego typu generuje pole magnetyczne. Przyłożenie zewnętrznego pola magnetycznego powinno spowodować w takiej sytuacji ustawienie się wektora spinów jąder atomowych zgodnie z wektorem pola. Jednak spin jąder nie jest prostym wirowaniem mechanicznym, lecz złożonym zjawiskiem kwantowym, co powoduje, że jądra w polu magnetycznym ulegają zjawisku precesji.
Orientacja biegunów pola magnetycznego dla jąder atomowych jest przeważnie przypadkowa. Gdy do jąder atomowych o spinie połówkowym przyłożymy zewnętrzne pole magnetyczne, to nie będą one mogły ustawić się, ani zgodnie z wektorem pola magnetycznego, ani w przeciwnym kierunku. Jądra ustawione niezgodnie z wektorem zewnętrznego pola magnetycznego, będą zajmować określone kwantowe stany energetyczne.
Jeżeli przyłożone pole magnetyczne oscyluje zgodnie z częstotliwością precesji, to jądra atomowe wzmacniają to pole, co prowadzi do zjawiska magnetycznego rezonansu jądrowego, przydatnego w technikach analitycznych stosowanych w chemii i medycynie.
W kategoriach mechaniki kwantowej częstotliwość oscylacji pola magnetycznego określa energię tworzących je fotonów. Gdy ta energia będzie zgodna z różnicą kwantowych stanów energetycznych jąder, to ich pola magnetyczne będą przechodzić do stanu wzbudzonego. W stanie wzbudzonym superpozycja stanów kwantowych pól magnetycznych jądra doprowadzi do obrócenia się wynikowego wektora pola magnetycznego.
Przejście na wyższy poziom energetyczny, będzie oznaczać, że następnie jądra atomowe będą powracać do stanu podstawowego. Spowoduje to emisję fotonów. Ich energia będzie zgodna z fotonami wywołującymi pobudzenie. Oznaczać to będzie emisję takich samych fotonów, jak te wywołujące pobudzenie. Jeżeli energia fotonów zewnętrznego pola magnetycznego zostania odpowiednio dobrana do własności kwantowych jąder atomowych, to pojawi się zjawisko magnetycznego rezonansu jądrowego.
Może się wydawać, że opisy rezonansu jądrowego w mechanice klasycznej i kwantowej są skrajnie różnie. Jednak w większość przypadków obliczone na podstawie tych modeli zachowanie jąder atomowych jest podobne. W praktyce podczas pomiarów wykorzystuje się oba opisy matematyczne dla zwiększenia dokładności czujników.
Cząstki elementarne budujące jądro atomowe w fizyce kwantowej są opisywane czasami poprzez wartość izospinu. Według pewnych koncepcji neutron i proton to dwa warianty tej samej cząstki różniącej się właśnie izospinem. Jest to podejście analogiczne do traktowania spinu elektronów zajmujących różne powłoki w atomie.

## Pochodzenie jąder atomowych
Według teorii Wielkiego Wybuchu we Wszechświecie pierwotnie istniały tylko protony i neutrony. Jądra o l.a. ≤4, głównie deuter, tryt i hel oraz małe ilości litu i berylu powstały bezpośrednio po Wielkim Wybuchu w procesie pierwotnej nukleosyntezy zachodzącej przez pierwsze ~20 min istnienia Wszechświata. Z pierwiastków tych powstały i nadal powstają pierwiastki cięższe. Ich źródła to głównie:
- reakcje syntezy jądrowej wewnątrz gwiazd
- supernowe.

Większość jąder atomowych o liczbie atomowej z zakresu 3–26 (tj. do żelaza włącznie) powstaje w gwiazdach w trakcie ich powolnej ewolucji. Jądra żelaza, niklu i jądra o większej liczbie atomowej wytwarzane są w końcowych etapach życia gwiazd – podczas wybuchu supernowych (proces r) i w czerwonych olbrzymach typu AGB (proces s).
Od końca XX w. postuluje się jednak, że węgiel, azot i tlen („CNO”) także mogły powstać w trakcie pierwotnej nukleosyntezy, głównie w ciągu pierwszych 10 min po Wielkim Wybuchu.
Wiedza na temat przemian jądrowych jest podstawą astrofizyki. Dynamika reakcji jądrowych zachodzących w gwiazdach decyduje o ich losie. Wiek gwiazdy oraz pochodzenie budującego ją materiału można określić na podstawie ilości zawartych w niej różnych rodzajów jąder atomowych. Gwiazdy przekształcają lżejsze jądra atomowe w cięższe, proces ten jest głównym źródłem energii gwiazd. Wysoka temperatura Słońce jest wynikiem syntezy helu z wodoru w jądrze gwiazdy.
W gwiazdach neutronowych grawitacja jest tak silna, że jądra atomów łączą się, tworząc jedną wielką strukturę neutronową.
Jądra wodoru (protony) oraz helu (czyli jony He2+) występują w stanie wolnym w kosmosie, a poruszające się z prędkością bliską c wchodzą w skład promieniowania kosmicznego.

## Zastosowania praktyczne
Jądra atomowe są używane w przyspieszaczach, np. LHC i badaniach i eksperymentach. Pozostałe opisy dotyczą użycia atomów, w których procesy zachodzące w jądrach mają określone znaczenie.

### Energia termojądrowa
Prowadzone są prace wdrożeniowe z syntezą jądrowa. Nie są używane tam same jądra a plazma, czyli jądra atomowe i oderwane od nich elektrony. Plazma może być podgrzewana przez wstrzyknięcie samych jąder z akceleratora.

### Energetyka jądrowa
Energetyka jądrowa pozwala na praktyczne wykorzystanie procesu rozpadu jąder atomowych. Uwolniona energia może służyć do rozgrzewania pary napędzającej turbiny. W technice kosmicznej wykorzystuje się zasilacze izotopowe w sondach kosmicznych badających zewnętrzne planety Układu Słonecznego. Izotopy promieniotwórcze znalazły też zastosowanie w czujnikach dymu.

### Broń jądrowa

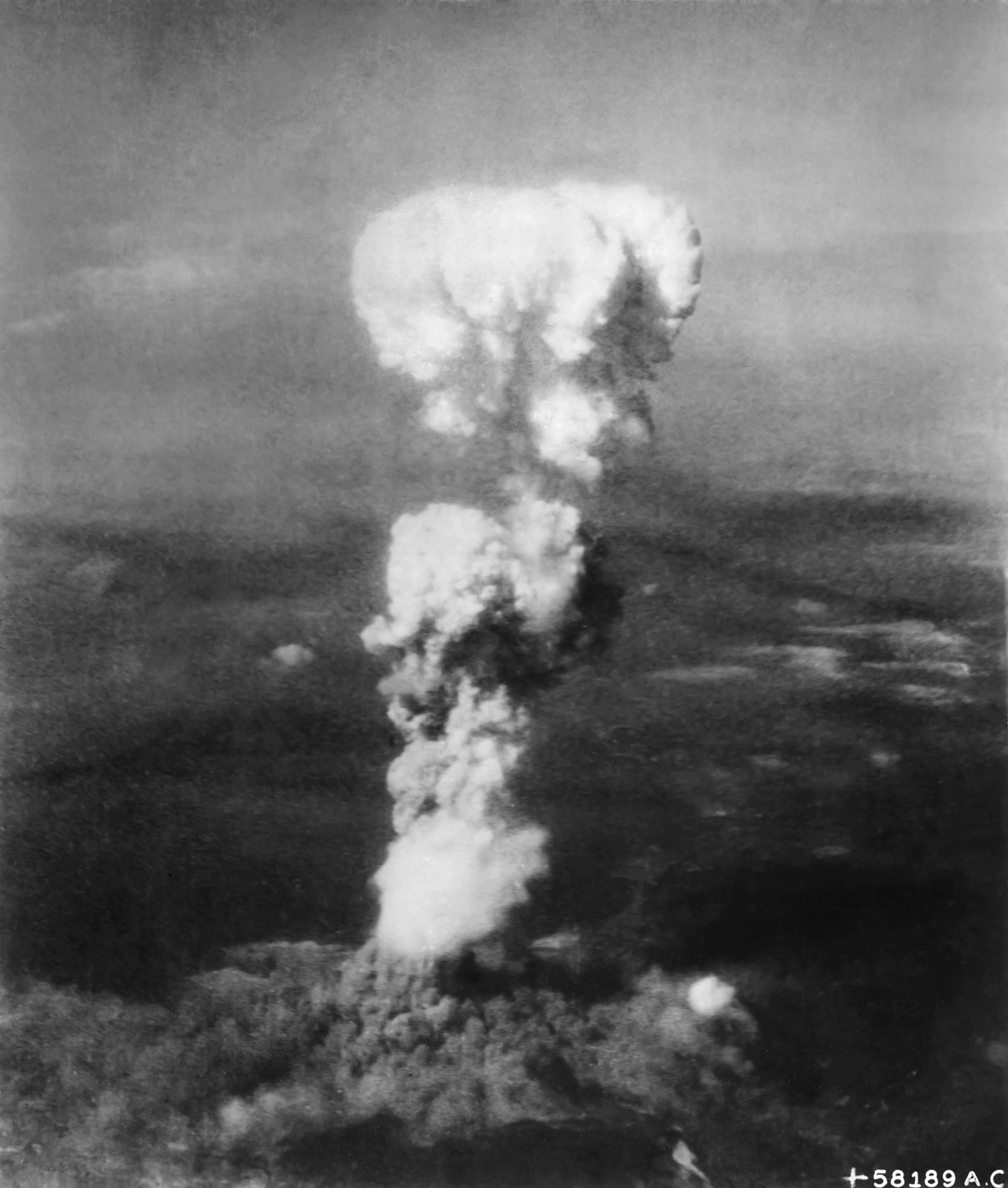
Obłok dymu po wybuchu bomby atomowej nad Hiroszimą

Zjawisko rozpadu jąder stosuje się również w broni jądrowej, a zjawisko syntezy jądrowej jest podstawą działania bomby wodorowej. Pierwszy raz użyto broni jądrowej podczas II wojny światowej. Dnia 6 sierpnia 1945 roku USA zrzuciły bombę atomową na japońskie miasto Hiroshima. W ułamku sekundy ponad 200-tysięczne miasto zostało zamienione w morze ruin. Zginęło ponad 80 tysięcy ludzi. Wielu innych przez całe lata walczyło ze skutkami choroby popromiennej.
Wynalezienie broni atomowej doprowadziło po wojnie do wybuchu zimnej wojny. USA i ZSRR rozpoczęły budowę ogromnych arsenałów broni jądrowej. Do lat 70. wyprodukowano tyle głowic, że obie strony mogły zabić wszystkich swoich wrogów kilka razy. Reaktory jądrowe wykorzystano do budowy atomowych okrętów podwodnych, które stały się kolejnym nośnikiem broni masowej zagłady. W roku 1962 świat stanął najbliżej atomowej apokalipsy, kiedy ZSRR umieściło swoje głowice na Kubie. Jednak konflikt kubański udało się rozwiązać dzięki nawiązaniu współpracy pomiędzy prezydentem USA Kennedym oraz premierem ZSRR Chruszczowem.
Gdy 1991 roku ZSRR się rozpadło, zimna wojna została zakończona. Jednak po tym gorącym okresie pozostały ogromne magazyny broni jądrowej. Kiedy 11 września roku 2001 terroryści zniszczyli World Trade Center pojawiło się zagrożenie wykorzystaniem tych magazynów przez islamskich radykałów. Al Kaida podjęła wysiłki, aby zdobyć bomby atomowe lub choćby materiały radioaktywne. Przedstawiciele zachodnich krajów postanowili przeciwdziałać tym zamierzeniom. Obawiano się, że w europejskich czy amerykańskich miastach może znaleźć się brudna bomba, która wywoła skażenie radioaktywne.

### Medycyna nuklearna
W radioterapii wykorzystuje się promieniowanie wysyłane przez jądra atomowe do niszczenia komórek nowotworowych. Przykładem mogą być bomby kobaltowe wykorzystywane jako źródło promieniowania gamma. Najnowsza technika radioterapii opiera się na akceleratorach cząstek. Rozpędzają one cząstki elementarne naładowane elektrycznie bądź jony do prędkości podświetlnych. Tak wytworzona wiązka promieniowania może zostać skupiona na niewielkim fragmencie ciała, gdzie znajduje się nowotwór. Właściwości rozpędzonych jonów sprawiają, że możliwe jest ich przenikanie do głębiej położonych partii ciała, bez niszczenia warstw powierzchniowych.
W Polsce w Świerku niedaleko Warszawy znajduje się reaktor atomowy Maria, który pozwala na wytwarzanie izotopów promieniotwórczych wykorzystywanych w medycynie.

### Diagnostyka medyczna

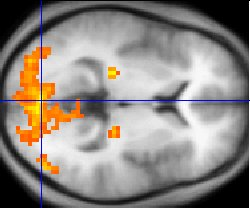
fMRI – obraz mózgu

Techniki jądrowe wykorzystuje się w diagnostyce medycznej. Dziedzina nauki zajmująca się tego typu badaniami to radiologia. Izotopy promieniotwórcze mają szerokie zastosowania diagnostyczne oraz naukowe. Izotopy promieniotwórcze wprowadza się do badanego organizmu i mierzy się promieniowanie, w ten sposób można określić rozprzestrzenianie się danego pierwiastka w organizmie. Jeżeli teraz wykonany zostanie pomiar promieniowania poszczególnych partii ludzkiego ciała, można w ten sposób uzyskać obraz normalnie niewidocznych struktur anatomicznych.
Dodatkowo wykorzystanie promieniotwórczych znaczników pozwala na obrazowanie procesów fizjologicznych organizmu. Przykładem może być tutaj zawierająca izotop radioaktywny glukoza. Po jej podaniu cukier zbiera się w tkankach o największym metabolizmie. Emitowane przez radioizotop pozytony mogą być rejestrowane w odpowiednim czujniku. W ten sposób da się określić miejsce, gdzie znajduje się ognisko raka lub stwierdzić, jakimi czynnościami zajmuje się w tej chwili kresomózgowie pacjenta.
Najpopularniejsze metody diagnostyki medycznej oparte na technice jądrowej:
- tomografia komputerowa osiowa (ang. computed tomography, CT, computed axial tomography, CAT),
- tomografia komputerowa wysokiej rozdzielczości (ang. high resolution computed tomography, HRCT),
- spiralna tomografia komputerowa (ang. spiral computed tomography, sCT),
- magnetyczny rezonans jądrowy (ang. nuclear magnetic resonance NMR, magnetic resonanse imaging, MRI),
- pozytonowa tomografia emisyjna (ang. positron emission tomography, PET).

Wykorzystanie wszystkich tych technik pozwala na szybkie i precyzyjne diagnozowanie wielu poważnych uszkodzeń organów wewnętrznych. Obserwacja fizjologii ludzkiego ciała przyczynia się też do postępu w badaniach nad człowiekiem. Dzięki możliwości „podglądania” ludzkiego mózgu podczas pracy naukowcy stają o krok bliżej do zrozumienia fenomenu inteligencji. Z wyjątkiem magnetycznego rezonansu jądrowego każda z technik radiologicznych wiąże się z napromieniowaniem pacjenta. Oznacza to, że w przypadku kumulacji dawki promieniowania jonizującego mogą pojawić się skutki uboczne. Istnienie tych skutków ubocznych nie może być bagatelizowane, ale obecnie przeważa strach przed każdym rodzajem promieniowania nawet w najmniejszych dawkach, które są używane w diagnostyce.

### Niebezpieczeństwa związane z technologiami jądrowymi

Znak ostrzegający przed skażeniem radioaktywnym

Ubocznym skutkiem wykorzystania technologii nuklearnej może się stać uwolnienie do środowiska naturalnego substancji zawierających nietrwałe jądra z materiałów w trakcie użycia, jak i odpadów promieniotwórczych, powodując skażenie radioaktywne środowiska. Skażenie promieniotwórcze jest bardzo trudne do usunięcia, gdyż izotopy promieniotwórcze tylko bardzo nieznacznie różnią się fizycznie i chemicznie od izotopów trwałych. Podczas pracy reaktorów jądrowych powstają radioaktywne odpady. Odpady z elektrowni jądrowych są przetwarzane w specjalnych zakładach w celu odzyskania cennych izotopów, a pozostałości zostają złożone w mogilniku, zapobiegającym wydostaniu się promieniotwórczych substancji do środowiska.
Podczas budowy pierwszej broni jądrowej, oraz przez cały okres jej gromadzenia, państwa posiadające głowice nuklearne dokonywały wielu prób tej broni. Próby te polegały zwykle na detonacji głowic próbnych w rozmaitych warunkach: pod ziemią, na powierzchni ziemi i w powietrzu, m.in. w stratosferze. Ubocznym efektem tych prób było uwolnienie do środowiska dużej ilości materiałów promieniotwórczych, jednak w skali całej planety wzrost promieniowania jonizującego wywołany przez próby nuklearne i awarie reaktorów jądrowych jest bardzo mały w stosunku do promieniowania naturalnego. Na przykład średnia roczna wartość promieniowania tła na obszarze Europy po awarii w Czarnobylu wzrosła o zaledwie 1%.
Treść tej sekcji może nie być zgodna z zasadami neutralnego punktu widzenia.
Dokładniejsze informacje o tym, co należy poprawić, być może znajdują się w dyskusji tej sekcji.
 Po wyeliminowaniu niedoskonałości należy usunąć szablon {{Dopracować}} z tej sekcji.
Przetwarzanie odpadów radioaktywnych wywołuje w Europie bardzo burzliwe protesty ruchów „zielonych”. Podczas przewozu kontenerów z utylizowanym paliwem przez Niemcy więcej kosztuje organizacja kordonów policji broniącej konwój przed manifestantami, niż sam transport. W latach 80. w Polsce w Żarnowcu rozpoczęto budowę elektrowni jądrowej (zobacz więcej w art. Elektrownia Jądrowa Żarnowiec). Jednak protesty okolicznej ludności i „ekologów” spowodowały zarzucenie projektu. Poprawnie przeprowadzony proces utylizacji odpadów radioaktywnych nie powoduje skażenia środowiska. Więcej radioaktywnych odpadów emitują do otoczenia elektrownie węglowe niż jądrowe. Popiół ze spalania węgla zawiera duże ilości pierwiastków radioaktywnych, a pozostaje w naszym otoczeniu, także jako wypełniacz w materiałach budowlanych.